# Weinmannia arguta
Weinmannia arguta là một loài thực vật có hoa trong họ Cunoniaceae. Loài này được (Bernardi) J. Bradford mô tả khoa học đầu tiên năm 2001.